# The Real Thing
The Real Thing es el tercer álbum de estudio de Faith No More, publicado en 1989. Fue su primera grabación con Mike Patton como cantante y significó un punto de inflexión. En este disco, Faith No More amplía su abanico musical combinando funk, hip hop y soul, con hardcore punk y heavy metal. En este álbum aparece la canción más conocida, el sencillo "Epic", y la que finalmente hace que la banda se consagre.También incluye la versión de Black Sabbath, "War Pigs". Es el álbum con más ventas de la banda, vendiendo 2 millones de copias en los Estados Unidos, y más de 4 millones en el resto del mundo.

## Lista de canciones
Todas las letras por Mike Patton, excepto "The Real Thing", por Patton/Billy Gould, y "War Pigs" por Black Sabbath.
1. From Out of Nowhere (Música: Gould/Bottum)
2. Epic (Gould/Martin/Bottum/Bordin)
3. Falling To Pieces (Gould/Bottum/Bordin)
4. Surprise! You're Dead! (Martin)
5. Zombie Eaters (Martin/Gould/Bordin/Bottum)
6. The Real Thing (Gould/Bottum)
7. Underwater Love (Gould/Bottum)
8. The Morning After (Gould/Bottum/Martin)
9. Woodpecker From Mars (Martin/Bordin)
10. War Pigs (Black Sabbath)
11. Edge Of The World (Gould/Bottum/Bordin)

## Personal
- Billy Gould: bajo
- Mike Bordin: batería, percusión
- Roddy Bottum: teclados
- Jim Martin: guitarra
- Mike Patton: vocalista

- Dirección: Warren Etner/John Vassiliou de W.E.M
- Fotografía: Lendon Flanagan
- Dirección de Arte: Jeff Price

## Lista de canciones en el tour
- We Care a Lot : We Care A Lot, The Jungle, Mark Bowen, Jim, Why Do You Bother?, Greed, Pills For Breakfast y As The Worm Turns
- Introduce Yourself : Faster Disco, Introduce Yourself, Chinese Arithmetic, Death March, R'N'R, The Crab Song y Blood
- The Real Thing : From Out Of Nowhere, Epic, Falling To Pieces, Surprise! You're Dead!, Zombie Eaters, The Real Thing, Underwater Love, The Morning After, Woodpecker From Mars, War Pigs y Edge Of The World
- Angel Dust : Caffeine, Easy y RV
- Otros : 911 Is A Joke , Pump Up The Jam , Carneval In Rio , Don't Let The Sun Go Down On Me , Macho Man, Sunday Bloody Sunday, Sweet Dreams, The World Is Yours, The Perfect Crime